# Jellyfin
Jellyfin ist ein kostenloser Open-Source-Medien-Server, der eine Reihe von Multimedia-Anwendungen zum Organisieren, Verwalten und Freigeben digitaler Mediendateien bietet. Jellyfin besteht aus einer Serveranwendung, die auf einem Rechner mit Microsoft Windows, MacOS, Linux oder in einem Docker-Container installiert wird, und einer anderen Anwendung, die auf einem Client-Gerät wie einem Smartphone, Tablet, Smart-TV, Streaming Media Player, einer Spielkonsole oder in einem Webbrowser läuft. Jellyfin kann zudem auch Medien an DLNA und Chromecast-fähige Geräte bereitstellen. Jellyfin ist ein Fork von Emby.

## Funktionen
Jellyfin folgt einem Client-Server-Modell, was erlaubt, dass mehrere Benutzer und Clients sich verbinden und digitale Medien streamen. Da Jellyfin ein eigenständiger Server ist, gibt es keine Abonnements. Der volle Funktionsumfang von Jellyfin kann kostenfrei genutzt werden. Da Jellyfin keine externen Verbindungen oder Drittanbieter-Authentifizierungen verwendet, funktioniert Jellyfin auch in einem isolierten Intranet. Da Jellyfin seine Ursprünge in Emby hat, funktionieren manche Emby-Clients inoffiziell noch mit Jellyfin. Jellyfin unterstützt keine direkte Migration von Emby nach Jellyfin.
Durch Plugins lassen sich Jellyfins Funktionen erweitern. Das Projekt stellt ein offizielles Repository für Plugins bereit, lässt jedoch auch Plugins von anderen Quellen zu.
Einer der Hauptvorteile von Jellyfin liegt in der Art und Weise, wie es mit Live-TV und TV-Tunern umgeht. Während andere Medienserver wie z. B. Plex eine Grenze für die Anzahl der Kanäle hat (max. 480), hat Jellyfin keine solche Grenze.
Die Version 10.6.0 der Server-Software führte eine Funktion, bekannt als „SyncPlay“ ein, die mehreren Nutzern die Möglichkeit bietet, Medieninhalte gemeinsam und synchronisiert zu konsumieren. Die Möglichkeit, epub-E-Books zu lesen, wurde ebenfalls hinzugefügt. Zudem können nun mehrere Plugin-Repositorys genutzt werden, wodurch die Nutzung inoffizieller Plugins erleichtert wird.

## Entwicklung
Das Projekt startete am 8. Dezember 2018, als die Mitgründer Andrew Rabert und Joshua Boniface zusammen mit anderen Nutzern beschlossen, als direkte Reaktion auf die Schließung der Open-Source-Entwicklung Emby zu forken. Die erste Version wurde am 30. Dezember 2018 veröffentlicht.

### Versionen
| Version | Veröffentlichung  | Anmerkungen |
| ------- | ----------------- | --- |
| 10.10.0 | 26. Oktober 2024  | Unterstützung für Mediensegmente (zum Beispiel Kennzeichnung von Intros), Trickplay-Verbesserungen, Transkodierungs- und Wiedergabe-Verbesserungen |
| 10.9.0  | 11. Mai 2024      | |
| 10.8.0  | 11. Juni 2022     | |
| 10.7.0  | 8. März 2021      | |
| 10.6.0  | 19. Juli 2020     | Einführung der SyncPlay-Funktion & epub-Lesen |
| 10.5.0  | 8. März 2020      | hardwarebeschleunigte Kodierung und Dekodierung für den Raspberry Pi hinzugefügt                                                                   |
| 10.4.0  | 6. Oktober 2019   | |
| 10.3.0  | 19. April 2019    | |
| 10.2.0  | 16. Februar 2019  | |
| 10.1.0  | 25. Januar 2019   | |
| 10.0.0  | 7. Januar 2019    | |
| 3.5.2-5 | 30. Dezember 2018 | Einzige Version, die die ursprüngliche Emby-Versionsnummerierung verwendet                                                                         |